# Morgan, Texas
Morgan är en ort i Bosque County i delstaten Texas, USA.